# チビフクロモモンガ属
チビフクロモモンガ属（チビフクロモモンガぞく、Acrobates）は、哺乳綱双前歯目クスクス型亜目フクロモモンガ上科チビフクロモモンガ科に分類される属。

## 分布
唯一の現生種であるチビフクロモモンガがオーストラリア東海岸に分布する。

## 種
- チビフクロモモンガ Acrobates pygmaeus Shaw, 1793